# Tunnel sotto lo stretto di Gibilterra

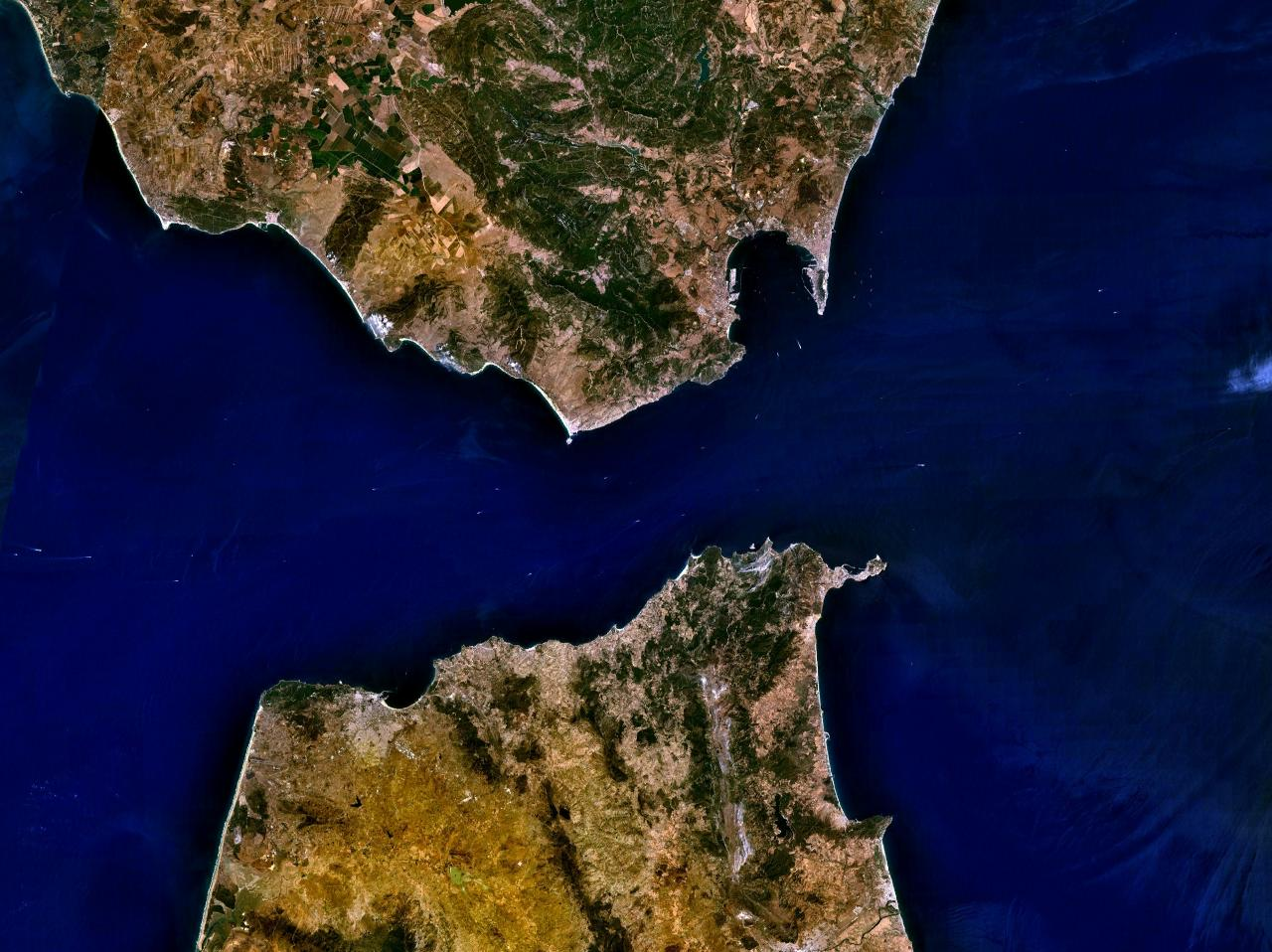
Lo Stretto di Gibilterra

Il tunnel sotto lo stretto di Gibilterra è un ipotetico tunnel che attraverserà lo stretto di Gibilterra andando a collegare l'Europa con l'Africa. Il governo della Spagna e quello del Marocco hanno nominato un comitato misto per valutare la fattibilità di collegare i due continenti. Ciò ha portato al progetto Euromed.

## Storia
Nel corso degli anni sono stati proposti diversi progetti. La Spagna propose infatti una galleria sotto lo stretto di Gibilterra già nel 1930. Sorse però un grosso problema quando gli ingegneri assunti dal governo spagnolo scoprirono che il materiale roccioso era costituito da rocce estremamente dure, ciò rendeva la creazione del tunnel quasi impossibile con la tecnologia disponibile all'epoca.
Si pensò allora di prefabbricare il tunnel in varie sezioni e poi di appoggiarlo al fondo dello stretto fissandolo tramite cavi.
Il tunnel avrebbe gestito sia il traffico derivante dalle auto e dai camion, che il traffico su rotaia. Ma questa soluzione non ebbe poi alcun seguito.
Nel marzo 2009 è stata attivata una collaborazione tra la società marocchina "Société Nationale d'Etudes du Détroit de Gibraltar" (Sned) con il suo omologo spagnolo la "Sociedad Española de Estudios para la comunicación fija un Traves del Estrecho de Gibraltar SA" (SECEGSA) con obiettivo di realizzare un sistema comune di collegamento.
L'idea di fare transitare all'interno del futuro tunnel anche i veicoli stradali come auto e camion è stata ridimensionata. Attualmente infatti sviluppare un sistema di ventilazione per rimuovere i gas di scarico da un tunnel di queste caratteristiche sarebbe una sfida ingegneristica molto difficile. Il tunnel sarebbe quindi esclusivamente di tipo ferroviario.
La profondità dello stretto tocca i 900 metri in corrispondenza del percorso più breve, mentre è di circa 300 metri un po' più a ovest dove le placche europea e africana si incontrano. La più breve traversata è di circa 14 chilometri mentre il percorso proposto si svolge a ovest di Tarifa e ad est di Tangeri. Il percorso non sarà rettilineo ed avrà una lunghezza probabile di circa 34 km in tutto.
Il progetto sarebbe stato finanziato da due aziende di proprietà pubblica, SECEGSA Spagna e Sned in Marocco, con il supporto economico dell'Unione europea. Non è invece ancora chiaro se questo sarà un progetto Euromed o un consorzio commerciale.
Nel febbraio 2023, dopo l'incontro bilaterale ad alto livello tra Spagna e Marocco, i governi marocchino e spagnolo hanno deciso di rilanciare il progetto del tunnel ferroviario sottomarino sotto lo Stretto di Gibilterra..
Entro giugno 2025 la tedesca Herrenknecht dovrebbe consegnare lo studio di fattibilità tecnica dello scavo del tunnel.